# Rogati hoko
Rogati hoko (lat. Pauxi unicornis) je vrsta ptice iz roda Pauxi, porodice Cracidae. Živi u Boliviji i Peruu. Prirodna staništa su joj suptropske i tropske vlažne nizinske i planinske šume.
Duga je 85-90 centimetara. Ima specifičnu "kacigu" na čelu duljine preko 6 centimetara. Perje joj je općenito crne boje, ali nema plavkastog sjaja kod primarnog perja. Trbuh joj je bijele boje, te ima rese na bedru. Kod podvrste koepckeae "kaciga" je malo manje uspravna i zaobljenijeg je oblika.